# Conquista de Túnez (1574)
La conquista de Túnez en 1574 marcó la conquista final de Túnez por el Imperio otomano sobre el Imperio español. Este fue un evento de gran importancia, ya que decidió que el norte de África estaría bajo el dominio musulmán en lugar de cristiano y puso fin a la Conquista española del norte de África que comenzó bajo Isabel I de Castilla y Fernando II de Aragón. La captura de Túnez en 1574 «selló la dominación otomana del este y centro del Magreb».

## Antecedentes

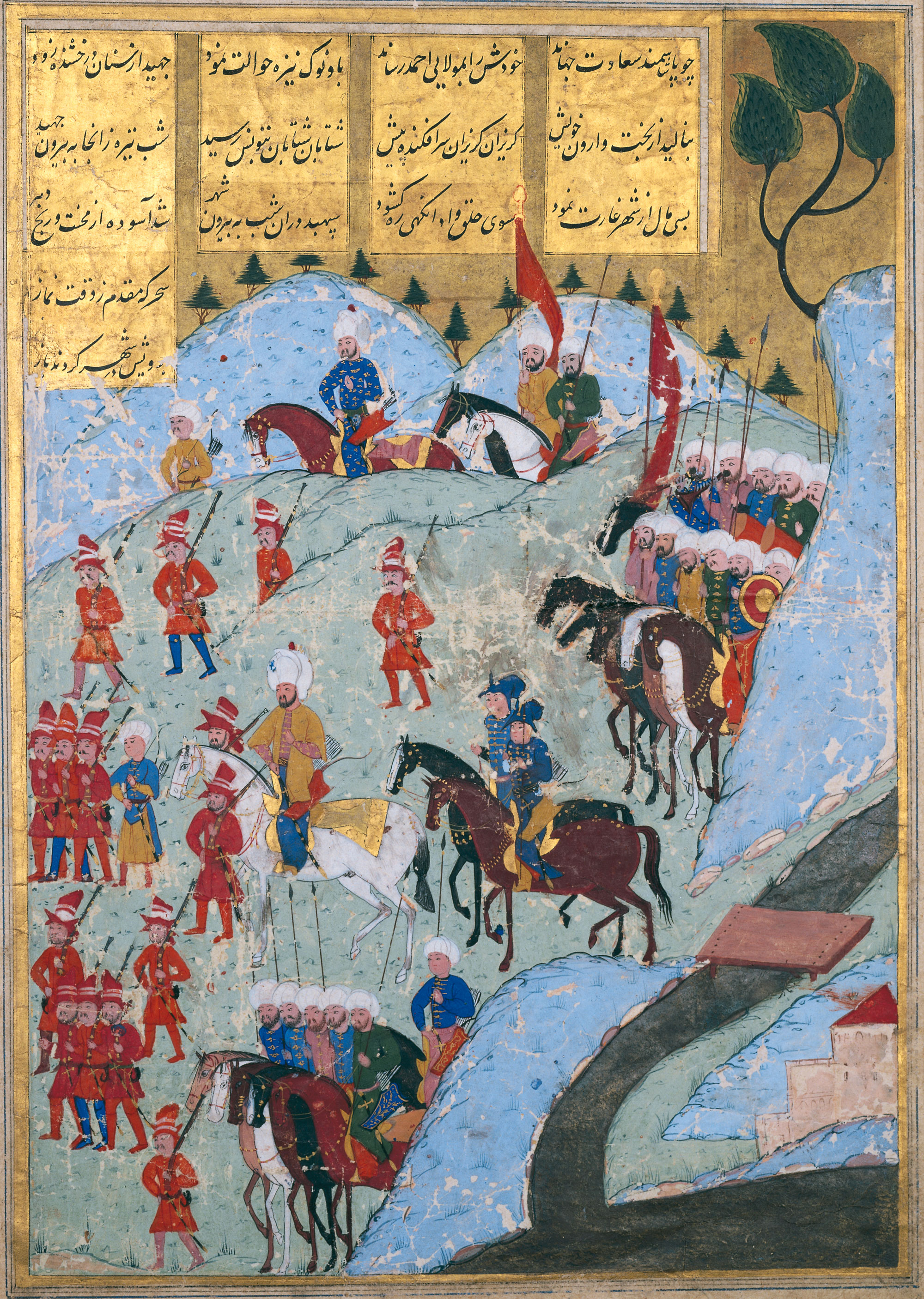
Tropas otomanas con alrededor de 5000 jenízaros y tropas cabilias, dirigidas por Uluç Ali, el bajá de Argel, marchando sobre Túnez en 1569

Túnez había sido conquistada inicialmente por los otomanos bajo el mando de Hayreddin Barbarossa en 1534. Sin embargo, el año siguiente, el emperador del Sacro Imperio Romano Germánico CarlosV lanzó una gran expedición y la había capturado a su vez. Estableció una guarnición y un gobernante vasallo en la persona de Hafsid Lhacène. El Bey de Argel Uluj Ali Pasha capturó Túnez en 1569 para el Imperio Otomano. En agosto de 1573, Juan de Austria condujo 104 galeras y 19 280 tropas terrestres a la reconquista de Túnez.

## Captura de Túnez
En 1574, Guillermo de Orange y Carlos IX de Francia, a través de su embajador pro hugonote François de Noailles, obispo de Dax, intentaron obtener el apoyo del gobernante otomano Selim II para abrir un nuevo frente contra el rey español  Felipe II. Selim II envió su apoyo a través de un mensajero, que se esforzó por poner a los holandeses en contacto con los rebeldes moriscos de España y los piratas de Argel. Selim también envió una gran flota para atacar Túnez en el otoño de 1574, y así reducir la presión española sobre los holandeses.
En la Batalla de La Goleta , Selim II reunió una flota de entre 250 y 300 buques de guerra, con aproximadamente 75 000 hombres. La flota otomana estaba comandada por Sinan Pacha y Alūj Ali. La flota otomana se combinó con las tropas enviadas por los gobernadores de Argel, Trípoli y Túnez, con lo que se obtuvo una fuerza combinada de aproximadamente 100 000 hombres El ejército atacó Túnez y La Goleta; el presidio de La Goleta, defendido por 7000 hombres, cayó el 24 de agosto de 1574. Las últimas tropas cristianas en un pequeño fuerte frente a Túnez y se rindieron el 3 de septiembre de 1574.

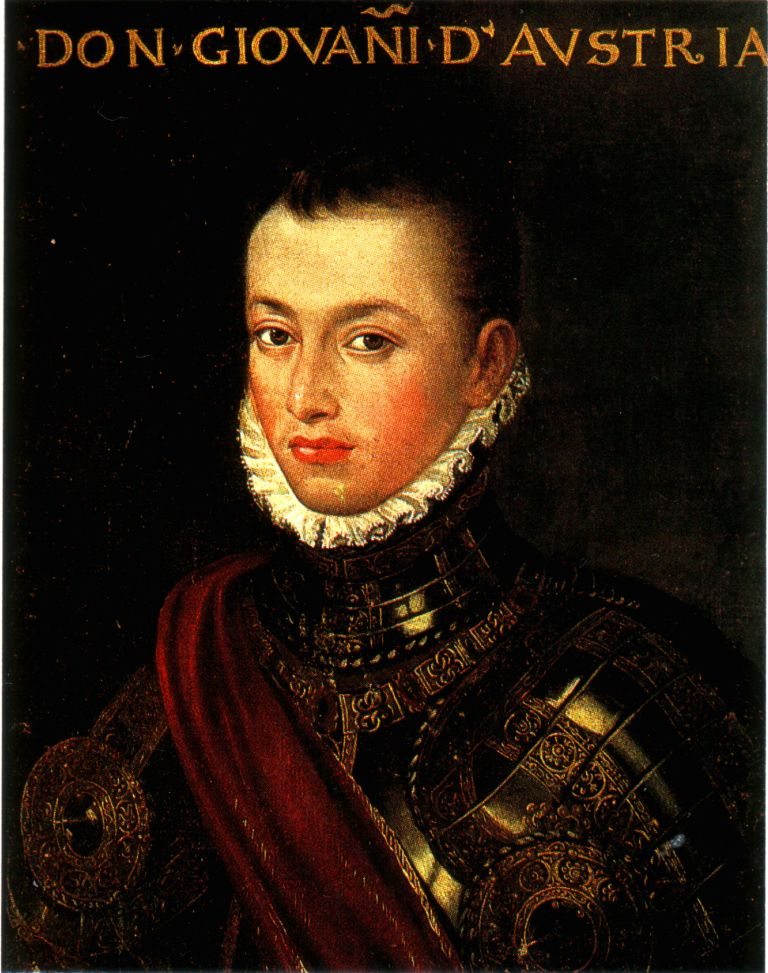
Juan de Austria intentó varias veces rescatar el asedio, pero fue en vano

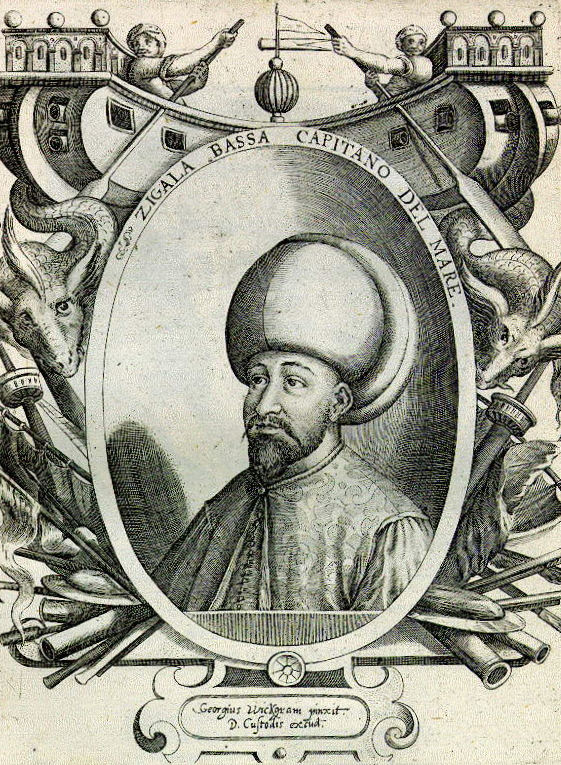
Cığalazade Yusuf Sinan Pasha, un musulmán italiano, lideró la captura otomana de Túnez

Juan de Austria intentó aliviar el asedio con una flota de galeras de Nápoles y Sicilia, pero fracasó debido a las tormentas. La corona española, estaba muy involucrada con los Países Bajos pero sin fondos por lo que no pudo ayudar significativamente.
 Cervantes participó en estos eventos como soldado y se encontraba entre las tropas de don Juan de Austria que intentaron rescatar a la ciudad. Afirma que los otomanos lideraron 22 ataques contra el fuerte de Túnez donde perdieron 25 000 hombres, mientras que solo 300 cristianos sobrevivieron. Escribió sobre la batalla:

Si Goleta y el fuerte, reunidos, tenían apenas 7000 soldados, ¿cómo podría una fuerza tan pequeña, por resuelta que fuera, resistir a un ejército enemigo tan grande? ¿Cómo puedes ayudar a perder un bastión que no se alivia?, y especialmente cuando está rodeado por un ejército obstinado y muy numeroso, y en su propio terreno.Cervantes , DQ I, 39.

Abd al-Malik, futuro rey de Marruecos, participó en la conquista de Túnez en 1574 del lado de los otomanos.
Gabrio Serbelloni era el comandante del fuerte de Túnez. El general de La Goleta, don Pedro Portocarerro fue llevado cautivo a Constantinopla, pero murió en el camino. Los soldados capturados fueron empleados como esclavos en galeras.

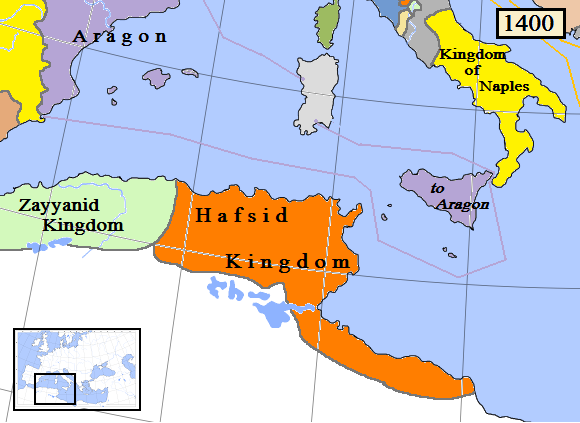
La captura de Túnez otorgó los territorios de la dinastía Hafsid al Imperio Otomano

La batalla marcó el establecimiento final del dominio otomano en Túnez y puso fin a la  dinastía hafsí y a la presencia española en Túnez.

## Con posterioridad
El éxito de los turcos bajo el mando de Occhiali en la batalla de la Goleta logró reducir la presión española sobre los holandeses y llevó a cabo negociaciones en la Conferencia de Breda. Sin embargo, después de la muerte de  Carlos IX en mayo de 1574, los contactos se debilitaron, aunque se dice que los otomanos apoyaron la revuelta de 1575-1576 y establecieron en 1582 un consulado en Amberes ( De Turks-Griekse Natie ). Los otomanos llegaron a una tregua con España y cambiaron su atención hacia el conflicto que tenían con Persia en la  Guerra otomano-safávida (1578-1590). La corona española cayó en bancarrota el 1 de septiembre de 1575.